# 아르바츠카야역 (필룝스카야선)
아르바츠카야 역(러시아어: Арбатская)은 모스크바 지하철 필룝스카야 선의 역으로, 모스크바 지하철 알렉산드롭스키 사트 역과 스몰렌스카야 역 사이에 위치하고 있다.
"아르바트 거리"가 인근에 위치하여 붙여진 역명이다.

## 역사
1935년 5월 15일에 개통되었다.

## 디자인
이 디자인은 스몰렌스카야, 소콜니키, 파르크 쿨투리 역에 사용되는 것과 동일한 표준 기둥인 트라이스판 템플릿이다. 기둥은 분홍색 대리석으로 칠해져 있고 플랫폼은 화강암과 일치하는 그늘을 나타내며, 벽에는 붉은색 세라믹 타일이 깔려 있다.
출입구는 사방에 '메트로'라는 단어가 쓰인 독특한 오각형 구조로 되어 있다. 이 건물은 현재 밝은 붉은색으로 칠해져 있어 눈에 띄고 금방 알아볼 수 있다.

## 대중 문화
이 역과 아르바츠코 포크롭스카야 선은 레지던트 이블 5: 최후의 심판에 등장한다.

## 사진

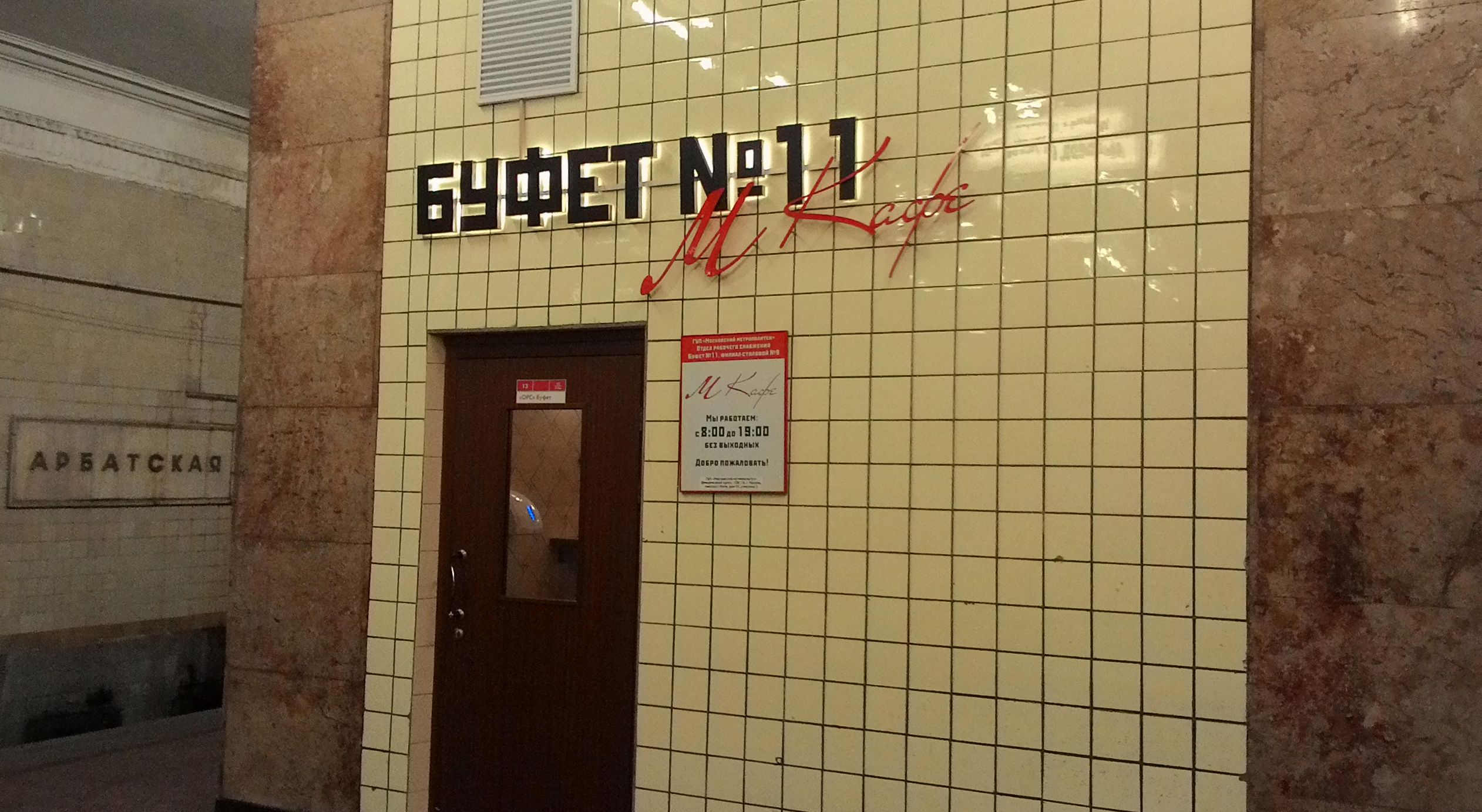
아르바츠카야 역 11번 뷔페
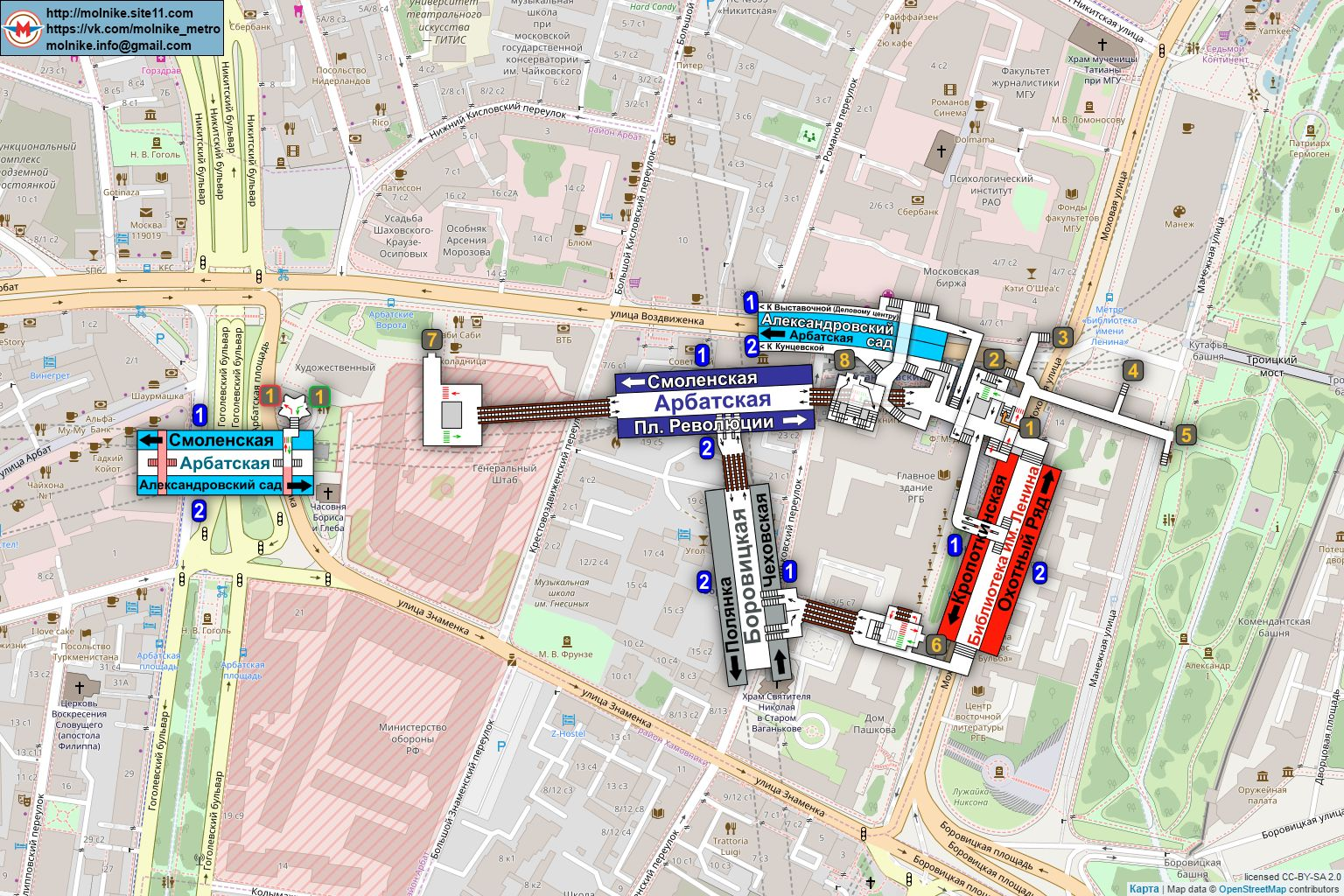
주변 약도

## 같이 보기
- (러시아어) 아르바츠카야 역 시간표